# Општина Шикула (Арад)
Шикула (рум. Şicula) општина је у Румунији у округу Арад.
Oпштина се налази на надморској висини од 100 m.